# Leucadendron olens
Espèce
Leucadendron olens est une espèce de plantes à fleurs de la famille des Proteaceae. Cet arbuste à fleurs, originaire du Cap-Occidental en Afrique du Sud, fait partie du fynbos.

## Description
Cet arbuste dressé atteint 1,2 m de haut et fleurit en juin. Un incendie détruit la plante, mais les graines survivent. Celles-ci sont stockées dans un trou sur la plante femelle et, à maturité, libérées et transportées par les fourmis jusqu'à leurs nids. La plante est unisexuée et il existe des plants distincts à fleurs mâles et femelles, pollinisées par les insectes.

## Répartition et habitat
La plante est présente dans la vallée de la Doring et de la Grootdoring, dans les monts Outeniqua, en Afrique du Sud. C'est une plante qui pousse principalement dans le grès sec des versants nord entre 590 et 800 m.

## Galerie

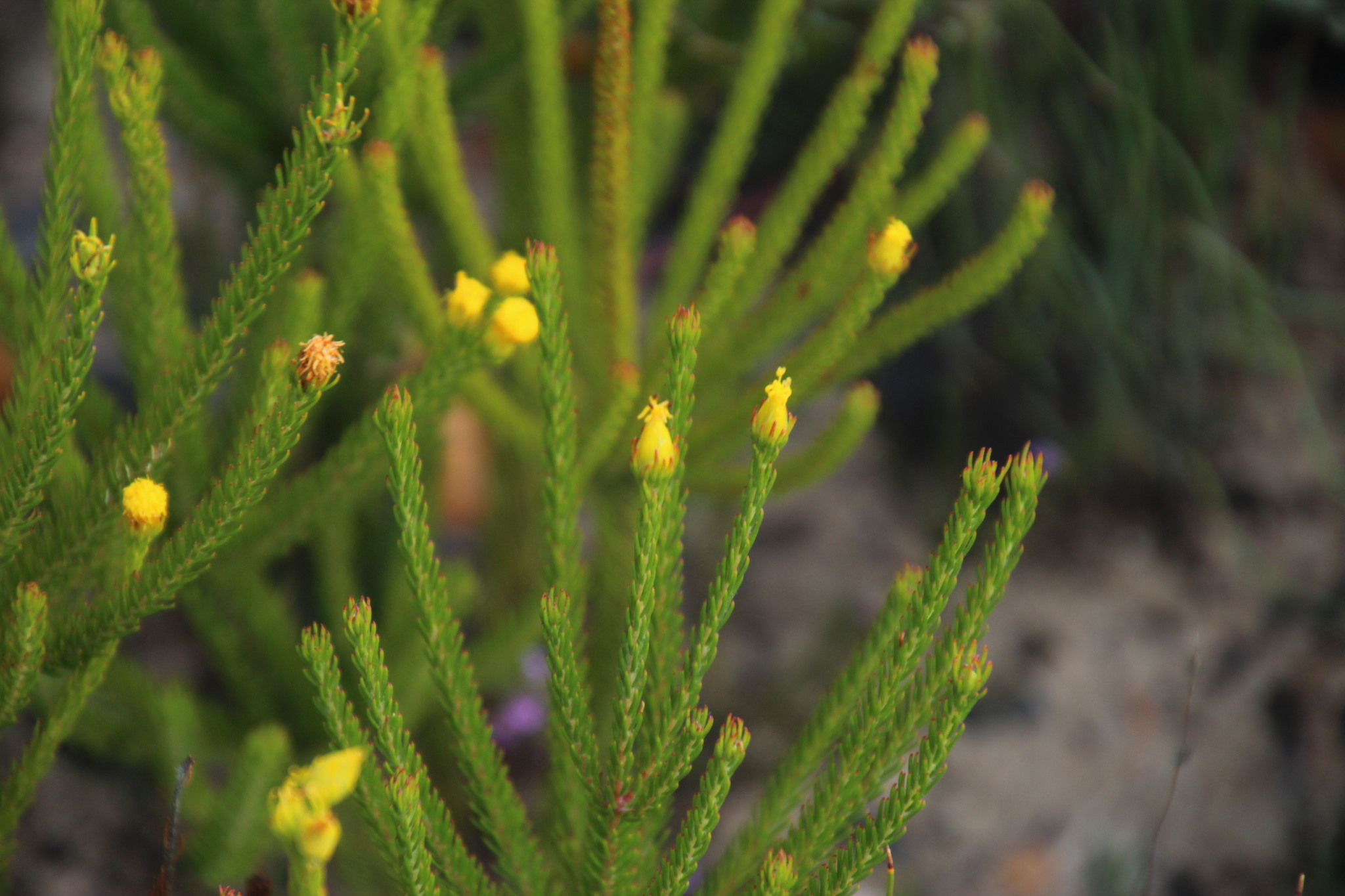
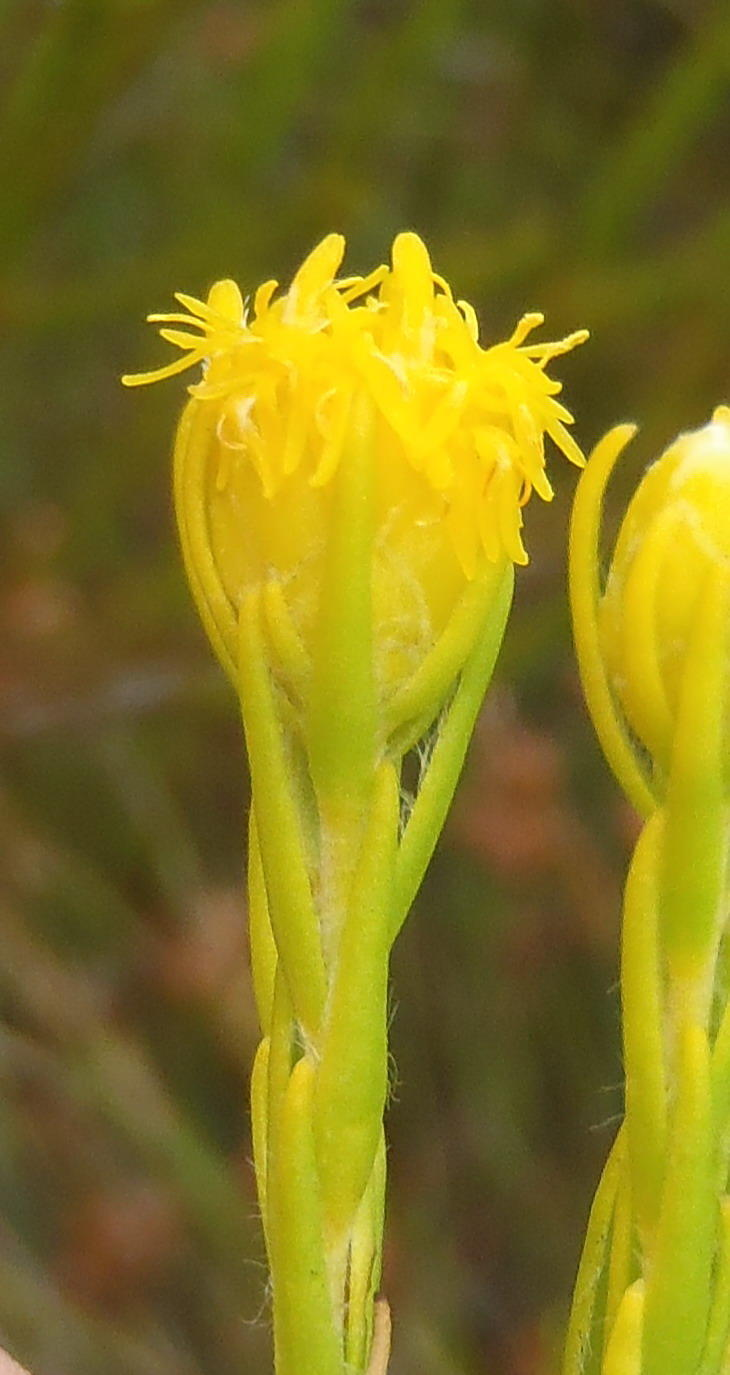
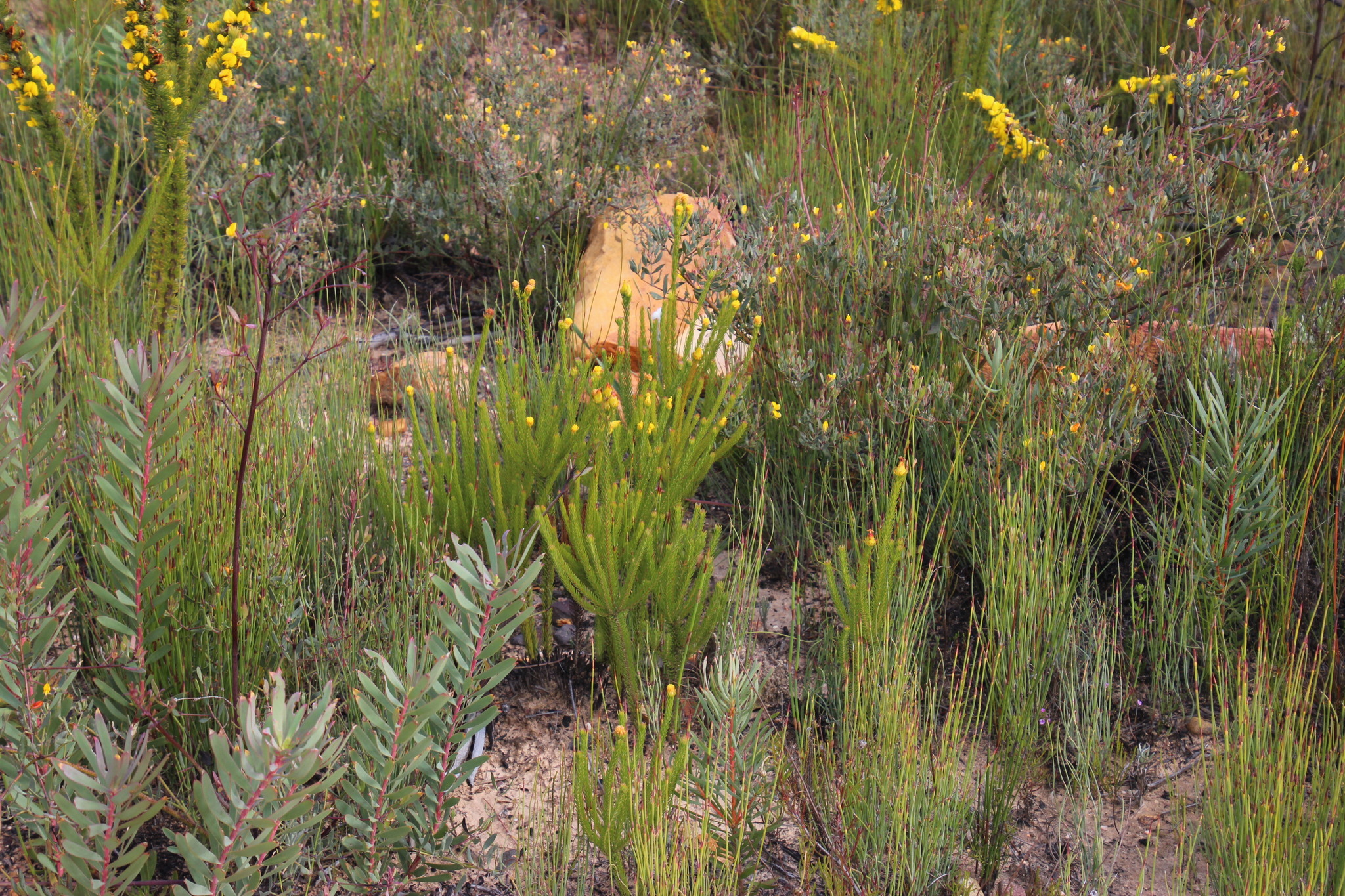

## Dénominations
Cette plante est appelée communément en afrikaans Geeltolbos, et, en anglais, Yellow conebush.

## Systématique
Le nom correct complet (avec auteur) de ce taxon est Leucadendron olens I.Williams (d).

### Étymologie
Le nom de genre Leucadendron vient du grec leukos « brillant, blanc » et dendron « arbre ».
Son épithète spécifique latin olens « odorant, qui sent mauvais » signifiant « la plante a une forte odeur ».